# Comuna Mîkilske, raionul Poltava, regiunea Poltava
Mîkilske (în ucraineană Микільське) este o comună în raionul Poltava, regiunea Poltava, Ucraina, formată din satele Bezrucikî, Buzova Paskivka, Kașubivka, Kliușnîkî, Kurîlehivka, Male Mîkilske, Markivka, Mîkilske (reședința), Țîbuli, Vați și Zinți.

## Demografie
Componența lingvistică a comunei Mîkilske
     Ucraineană (96,08%)
     Rusă (3,39%)
     Alte limbi (0,14%)
Conform recensământului din 2001, majoritatea populației comunei Mîkilske era vorbitoare de ucraineană (96,08%), existând în minoritate și vorbitori de rusă (3,39%).